# Denkmal für die im Nationalsozialismus ermordeten Sinti und Roma Europas

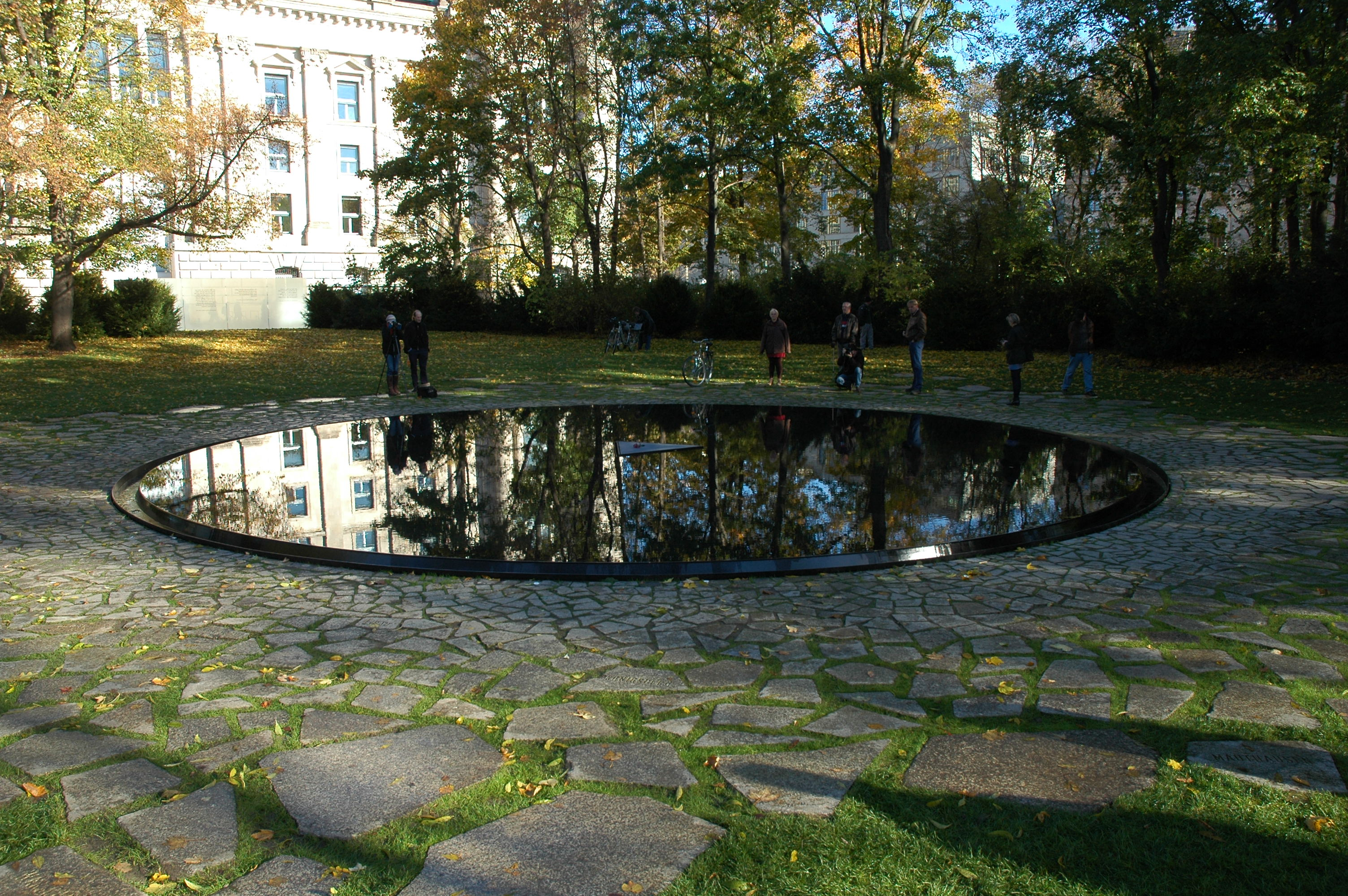
Gedenkstätte im Oktober 2012 nach der Einweihung

Das Denkmal für die im Nationalsozialismus ermordeten Sinti und Roma Europas ist eine Gedenkstätte am Simsonweg im Großen Tiergarten in Berlin südlich des Reichstags. Sie soll an den Porajmos erinnern, den nationalsozialistischen Völkermord an europäischen Sinti und Roma, die unter dem Sammelbegriff „Zigeuner“ verfolgt wurden. Schätzungen zufolge wurden bis zu 500.000 Männer, Frauen und Kinder Opfer dieser Verbrechen. Der Entwurf stammt von Dani Karavan.

## Standort

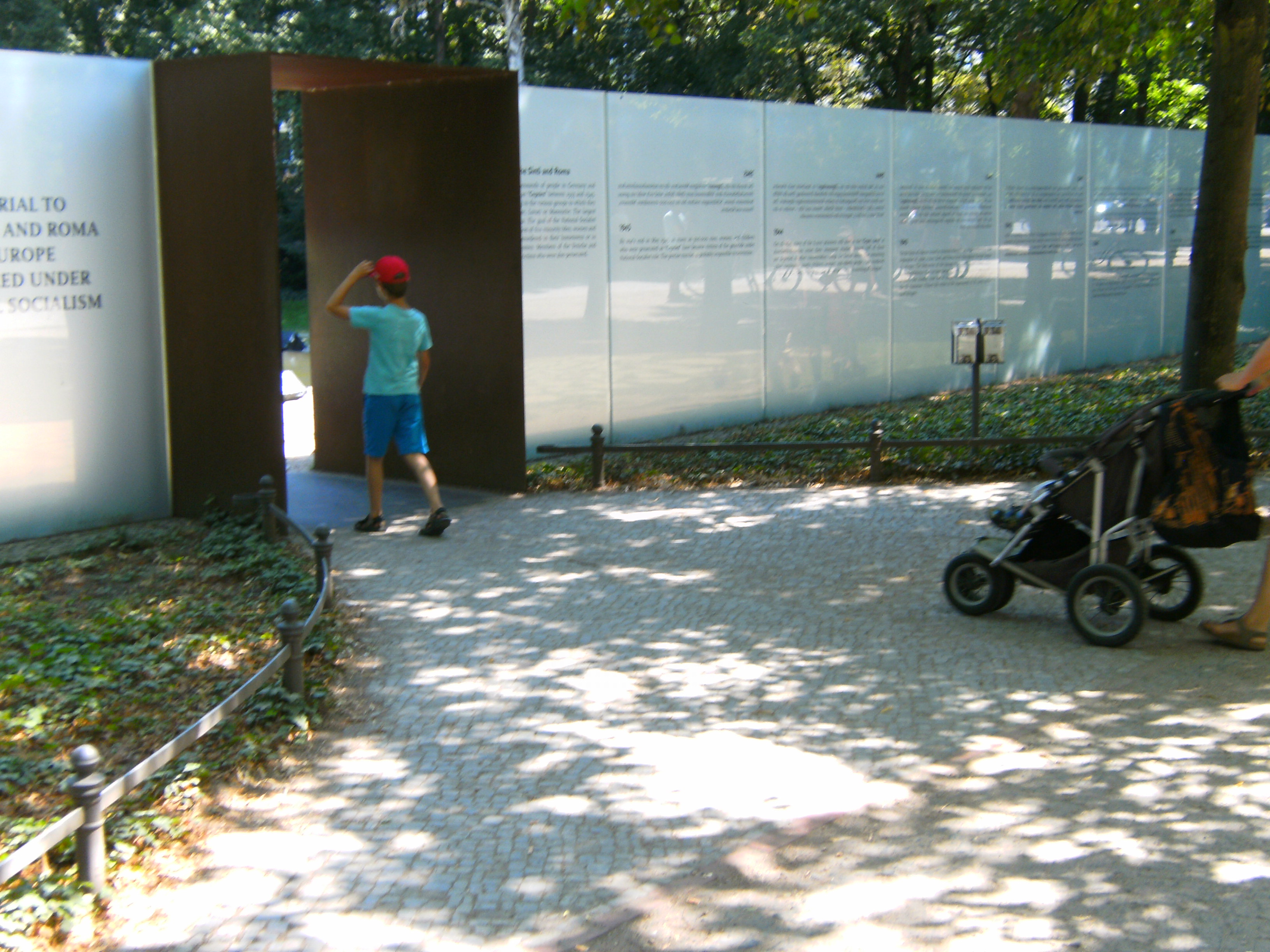
Eingang zu der Gedenkstätte für die in der Zeit des Nationalsozialismus ermordeten Sinti und Roma Europas

Das Denkmal befindet sich in der Nähe der anderen zentralen Gedenkorte zur Erinnerung an die Opfer der NS-Verbrechen am Großen Tiergarten, dem Denkmal für die ermordeten Juden Europas, dem Denkmal für die im Nationalsozialismus verfolgten Homosexuellen und dem Gedenk- und Informationsort für die Opfer der nationalsozialistischen „Euthanasie“-Morde. Wie diese wird das Denkmal von der Stiftung Denkmal für die ermordeten Juden Europas betreut.
Standort ist ein Grundstück am Simsonweg bzw. an der Scheidemannstraße im Berliner Ortsteil Tiergarten, das nahe dem Brandenburger Tor und direkt gegenüber dem Reichstagsgebäude liegt und vom Land Berlin zur Verfügung gestellt wurde. Die Festlegung des konkreten Ortes erfolgte 2001.

## Gestaltung

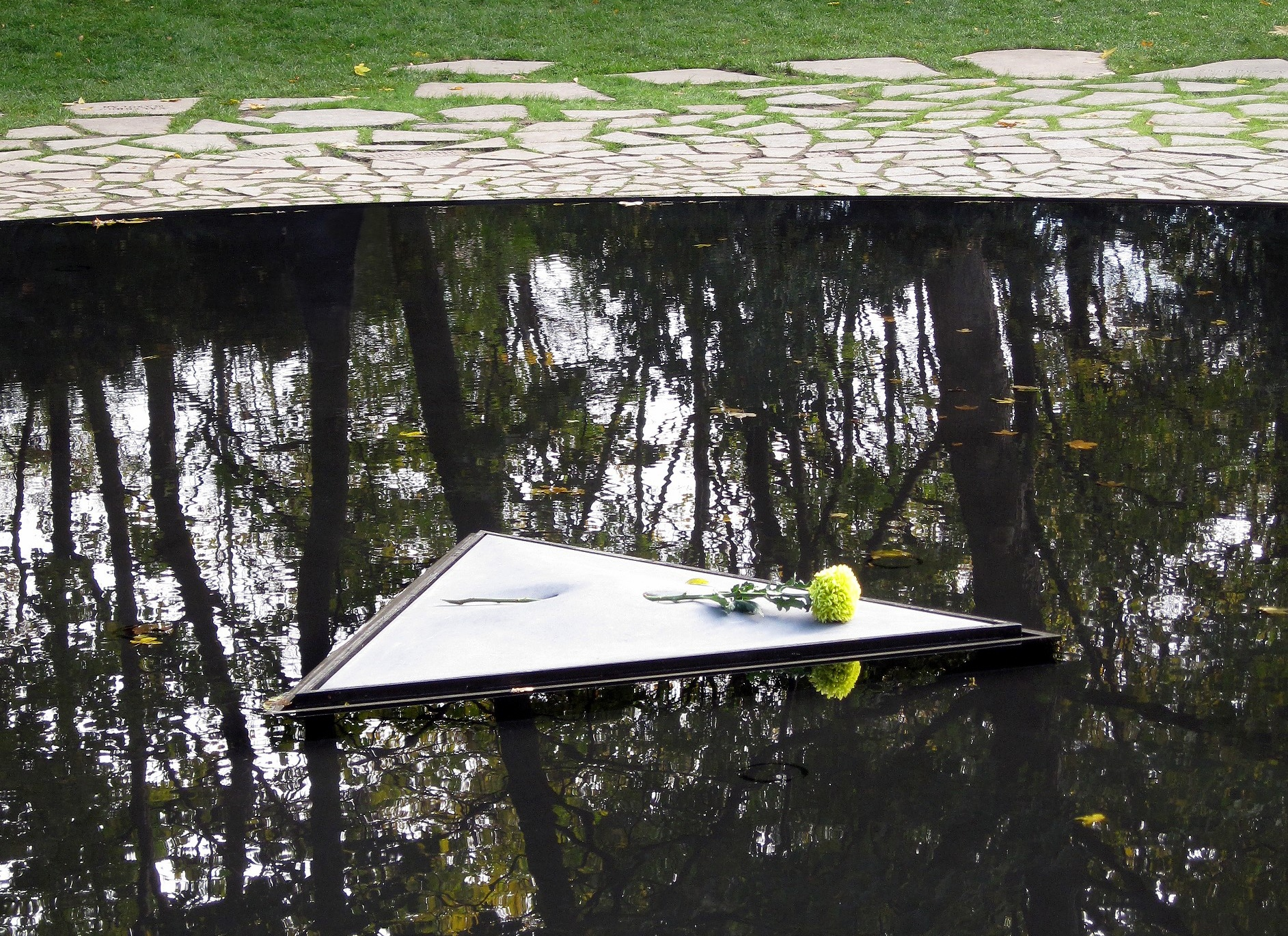
Brunnenmitte mit Stein und frischer Blume, das Dreieck soll an den KZ-Winkel erinnern

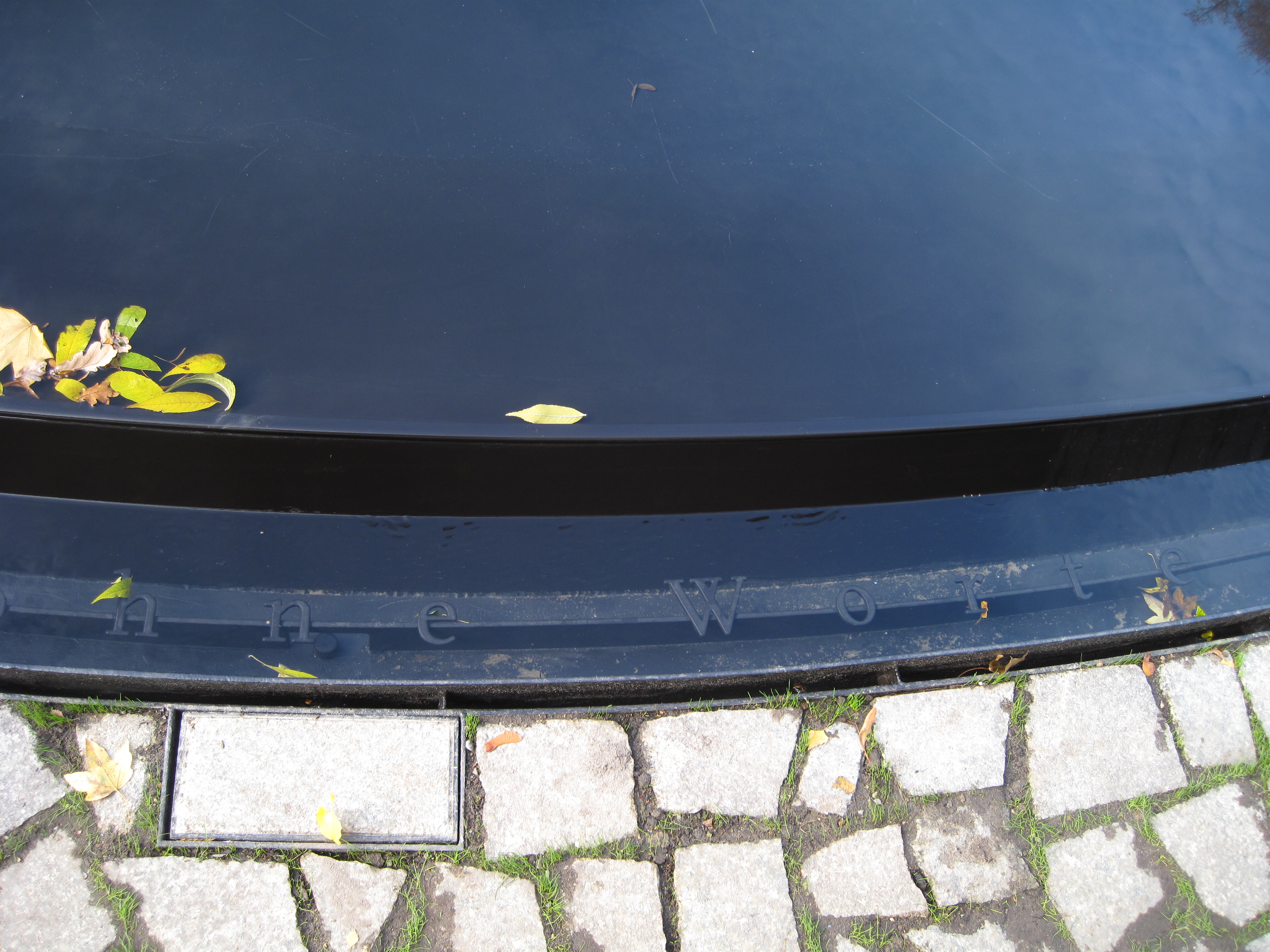
Detail Brunnenrand

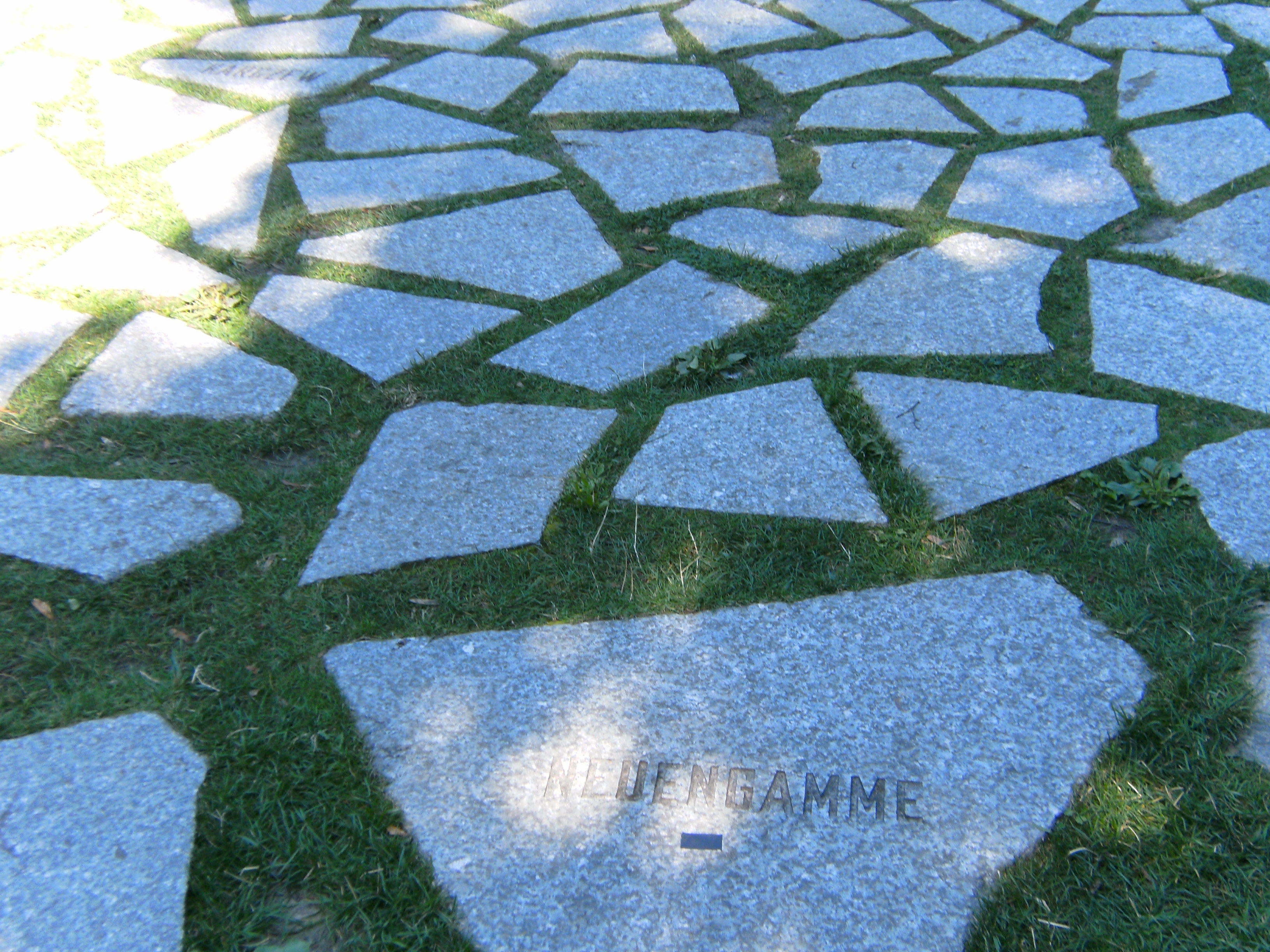
Innerhalb des Steinteppichs sind Namen von Konzentrationslagern eingraviert

Durch eine das Gelände der Gedenkstätte abgrenzende Wand von milchglasfarbenen Glasplatten führt ein schmales Tor in die Gedenkstätte. Diese Informationstafeln aus Glas umgeben das Gelände mit einer „Chronologie des Völkermordes an den Sinti und Roma“. Auf der Außenseite der Glasplatten wird auf Englisch, auf der Innenseite auf Deutsch die Verfolgung der Sinti und Roma für die einzelnen Jahre von 1933 bis 1945 dokumentiert, beispielsweise für 1933 (verschärfte Diskriminierung), für 1938 (Rolle Heinrich Himmlers bei der Planung der Ermordung) und für 1945 (Opferzahl bis zu 500.000 ermordete Männer, Frauen und Kinder).
Die Gestaltung stammt von dem israelischen Künstler Dani Karavan. Karavan konzipierte einen Ort der inneren Anteilnahme, der Erinnerung.
Er entwarf ein kreisrundes Wasserbecken („Brunnen“) mit schwarzem – „endlos tiefem“ – Grund. Die Kreisform sei Ausdruck der Gleichheit. Das Wasser im Rundbecken symbolisiere die Tränen. In die Beckenmitte platzierte der Künstler eine dreieckige steinerne Stele, die in der Aufsicht an den Winkel auf der Kleidung der KZ-Häftlinge erinnern soll. Auf ihr liegt eine Blume. Hat sie ihre Frische verloren, wird sie durch eine neue ersetzt. Die Blume solle „gleichzeitig Symbol des Lebens, der Trauer und Erinnerung“ sein.
In einer Dokumentation zu seinem künstlerischen Schaffen hat Karavan zudem mitgeteilt, dass Blumen der Ausgangspunkt dieses Werkes gewesen seien. Die zentrale Blume solle die Feldblumen symbolisieren, die auf den Gräbern der Sinti und Roma gewachsen seien. Diese Gräber seien zugleich auch die Tatorte gewesen (das heißt, viele Sinti und Roma wurden auf offenem Feld erschossen und dann in Massengräbern verscharrt). Mit dem Wasser des Beckens habe er in seinem Kunstwerk die zentrale Pflanze schützen wollen. In der Dokumentation weist Karavan zudem darauf hin, dass sich die Fassade des Reichstags in dem Wasserbecken spiegele, was er nicht beabsichtigt habe und was ihn erschrecke. 
Das Symbol des Brunnens spiegele auch wider – so Karavan –, dass die Beteiligten angesichts der Erinnerungsthematik an die NS-Verbrechen nicht Streit, sondern Besinnung walten lassen sollten. Auf dem Rand des Brunnens ist auf Englisch, Deutsch und Romanes das Gedicht Auschwitz des italienischen Rom Santino Spinelli (Künstlername „Alexian“) zu lesen: „Eingefallenes Gesicht / erloschene Augen / kalte Lippen / Stille / ein zerrissenes Herz / ohne Atem / ohne Worte / keine Tränen“.
Über die Installation von Lautsprechern wird dazu die von Romeo Franz für das Mahnmal komponierte Melodie Mare Manuschenge eingespielt.
Das Wasserbecken wird von einem etwa drei Meter breiten Band aus einzelnen unregelmäßig geformten weißen Steinplatten umgeben. In diesem Teppich aus Steinplatten sind in unregelmäßigen Abständen Steine mit den eingemeißelten Namen von Konzentrationslagern enthalten, beispielsweise Neuengamme oder Auschwitz.

## Geschichte

### 1992: Denkmalsbeschluss
Im Jahr 1992 stimmte die Bundesregierung einem Vorschlag des Bundesinnenministeriums zu, ein „Denkmal für die Opfer des nationalsozialistischen Völkermordes an den Sinti und Roma“ zu errichten. Sie erfüllte damit eine lange bestehende Forderung des Zentralrats Deutscher Sinti und Roma.
Diese Forderung stieß lange auf Widerspruch, ihre Umsetzung war konfliktreich. Aus der CDU Berlin hieß es noch 2000 gegen eine solche Gedenkstätte, dass aus dem Berliner Stadtzentrum keine „Gedächtnismeile“ werden solle. Der Tsiganologe und vormalige Berater der Regierung Adenauer Hermann Arnold, der nach 1945 die rassenhygienischen Paradigmen der NS-„Zigeunerforschung“ weiterhin publizierte, meldete sich 2004 zu Wort. Es gehe den „Zigeunern“ um Wiedergutmachung, die unangebracht sei, da sie gar nicht Opfer des NS-Rassismus gewesen seien.

### Diskussion
Um den Text einer zunächst geplanten Widmung des Denkmals gab es zwischen den beiden von der Bundesregierung in die Vorbereitungen einbezogenen Opferverbänden Zentralrat Deutscher Sinti und Roma und Sinti Allianz Deutschland sowie der Bundesregierung jahrelange Meinungsverschiedenheiten. Ein wesentlicher Streitpunkt war, wie die Opfergruppe zu bezeichnen sei. Die Bundesregierung hatte „Zigeuner“ für den Denkmaltext vorgesehen, was der Zentralrat als unwürdig und unzumutbar ablehnte. Unterstützung erhielt die Regierung ab 2005 von der Sinti Allianz. Ein weiterer Streitpunkt war die Frage des Vergleichs des Genozids an der Roma-Minderheit mit dem an der jüdischen Minderheit. Der Zentralrat kritisierte, dass der Textvorschlag der Bundesregierung diesem opferpolitischen Problem aus dem Weg gehe.
Mit dem Eintritt des im Zuge der Mahnmaldiskussion 2006 gegründeten Jenischen Bunds in Deutschland und Europa e. V. entstand zusätzlicher Konfliktstoff durch dessen Forderung nach Anerkennung eines „Holocaust am jenischen Volk“. Man sei ebenfalls als „Zigeuner“ verfolgt worden. Das Einigungsproblem verschärfte sich auch deshalb, weil die kleine Sinti Allianz nun über einen Bündnispartner gegen den gewichtigeren Zentralrat verfügte.

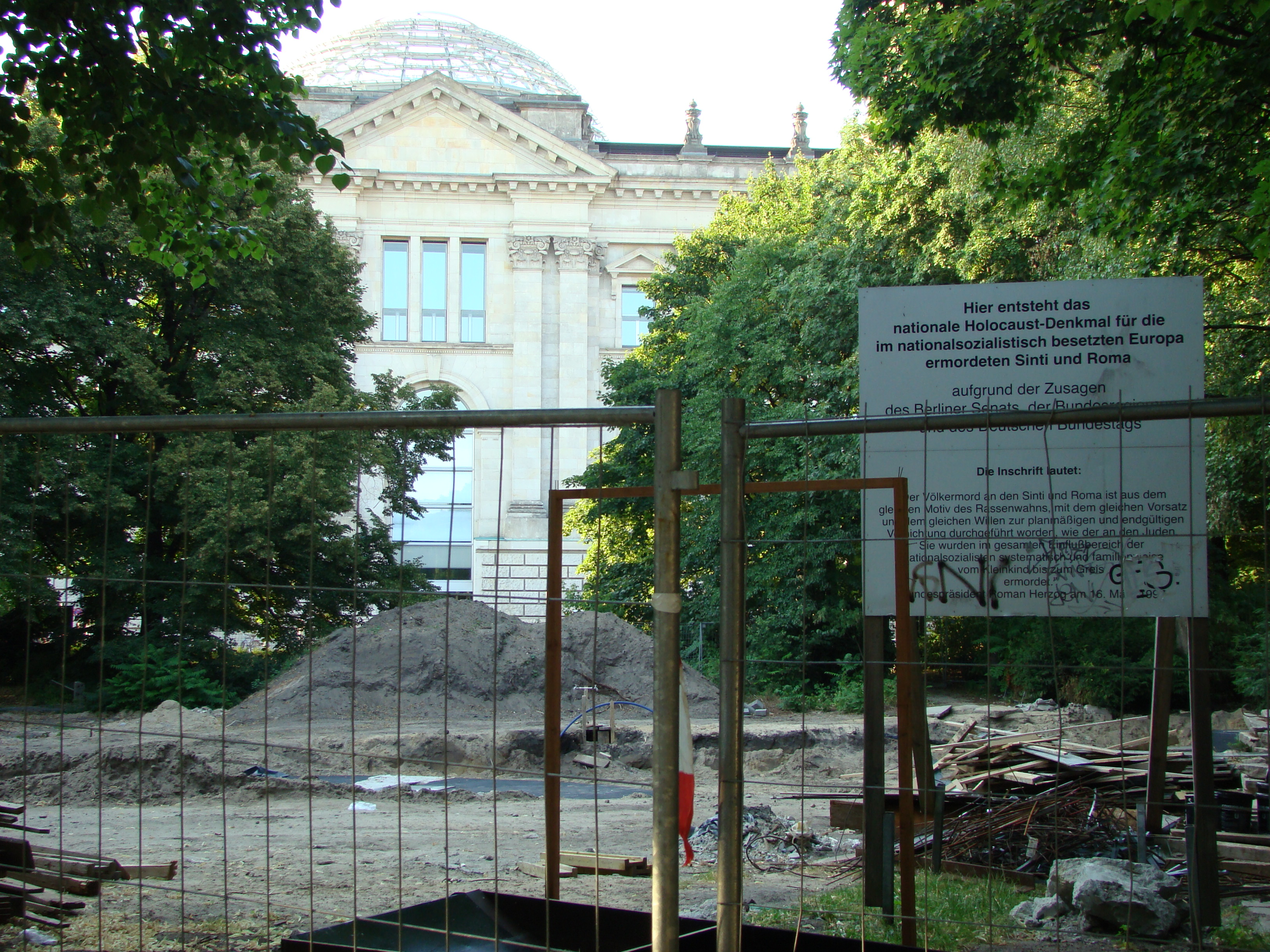
Bauzustand des Denkmals im Juli 2008

Da ein Kompromiss unmöglich war, wurde unter Federführung des Kulturstaatsminister-Büros vom Institut für Zeitgeschichte in München und dem NS-Dokumentationszentrum der Stadt Köln statt einer Widmung eine „Chronologie des Völkermordes an den Sinti und Roma“ erarbeitet, die der Bundesrat am 20. Dezember 2007 einstimmig beschloss. Der Text der Historiker grenzt gegen die opfer- und minderheitspolitischen Positionen der Selbstvertretungen ab und gibt den Forschungsstand wieder. Damit werde, so der Kulturstaatsminister, „den Anliegen der Opferverbände in größtmöglicher Weise Rechnung getragen.“
- Der einleitende Text spricht nun von einer „als ‚Zigeuner‘“ verfolgten europäischen Minderheit, nennt beispielhaft die Teilgruppen der Sinti, der Lalleri, der Lovara und der Manusch, ferner in unklarer Inhaltsbestimmung „Roma“ und hebt Roma und Sinti eigens hervor. „Ziel des nationalsozialistischen Staates und seiner Rassenideologie“ sei „die Vernichtung dieser Minderheit“ gewesen.
- Zwei Zitate aus Reden des Bundeskanzlers Helmut Schmidt (1982) und des Bundespräsidenten Roman Herzog (1997) schließen die Chronologie ab und qualifizieren das nationalsozialistische Verbrechen als „Völkermord“ an „Sinti und Roma“,[17] der „aus dem gleichen Motiv des Rassenwahns, mit dem gleichen Vorsatz und dem gleichen Willen zur planmäßigen und endgültigen Vernichtung durchgeführt worden (ist) wie der an den Juden.“ (Herzog) Damit nehmen die Historiker Stellung zur Frage der Singularität der Shoa. Sie lehnen ausdrücklich diese von einigen Historikern (beispielsweise Guenter Lewy und Yehuda Bauer) eingenommene Position ab und stellen den Genozid an der Roma-Minderheit neben den Genozid an der jüdischen Minderheit.
- Entgegen dem Wunsch der Sinti Allianz und der ursprünglichen Vorstellung der Bundesregierung verwenden sie die Bezeichnung „Zigeuner“ ausschließlich als Quellenbegriff, wie er in nationalsozialistischen Texten auftritt, das heißt in enger rassenideologischer Definition als Bezeichnung der ethnischen („rassischen“) Minderheit der Roma.[18] Sie verwenden ihn damit ausdrücklich nicht als eine auch heute noch aktuelle Gesamtbezeichnung, die soziographisch gemeint etwa andere Bevölkerungsgruppen außerhalb der Roma-Ethnie miteinschließen würde. Auch diese Form der Begriffsverwendung lehnte der Zentralrat jedoch stets ab.[19]
- Zum Abschluss der Einleitung nennen die Historiker „Angehörige der eigenständigen Opfergruppe der Jenischen und andere Fahrende“, die nicht kollektiv, wohl aber individuell „von Verfolgungsmaßnahmen“ betroffen gewesen seien. In der folgenden „Chronologie des Völkermordes an den Sinti und Roma“ gehen sie weder direkt auf diese Gruppen noch indirekt auf als solche deutbare „nach Zigeunerart umherziehende Landfahrer“, Artisten oder Schausteller ein.[20] Mit dem Zusatz zur Einleitung reagieren die Historiker auf die geschichtspolitischen Forderungen des Jenischen Bundes und halten zugleich Distanz zu ihnen. Mit der Widmungsgruppe des Denkmals, den europäischen Roma, steht der Zusatz im Konflikt, nach dem diese Gruppen dieser Minderheit bzw. einer ihrer Untergruppen unstreitig nicht zuzurechnen sind.

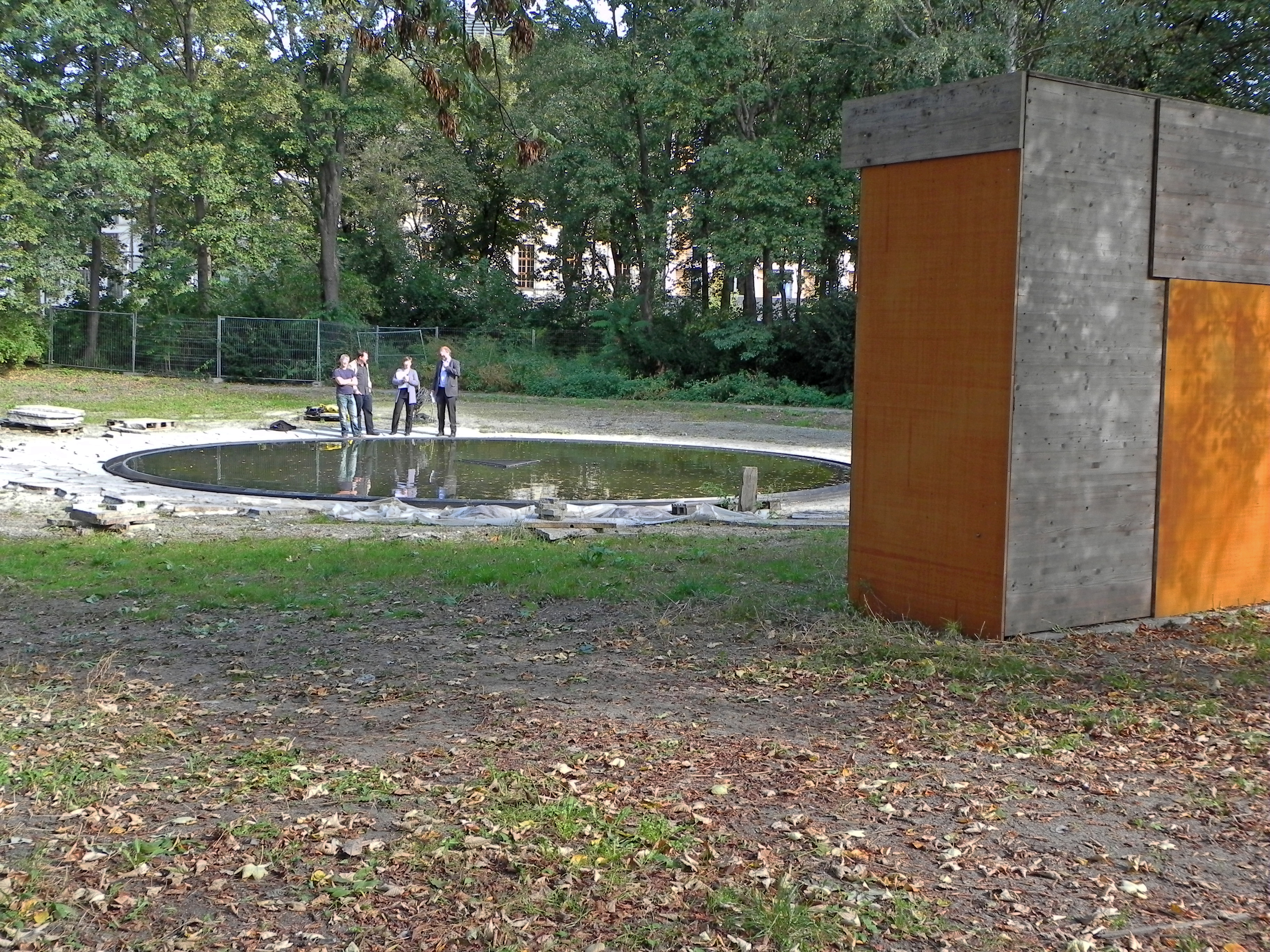
Bauzustand des Denkmals im Oktober 2011

### 2012: Realisierung
Die zunächst bereits für das Jahr 2004 vorgesehenen und durch die Meinungsverschiedenheiten verzögerten Bauarbeiten zum Denkmal begannen symbolisch am 19. Dezember 2008, dem offiziellen Gedenktag des Bundesrates für die Opfer des Völkermordes an den Roma. Sie sollten im Laufe des Jahres 2009 abgeschlossen sein, zogen sich aber vor allem wegen der Konflikte zwischen dem beauftragten Künstler und den mit der Umsetzung Betrauten bis 2012 hin. Bauausführung und Bauleitung lagen beim Land Berlin. Das Denkmal wurde am 24. Oktober 2012 im Beisein von Bundeskanzlerin Angela Merkel und Bundespräsident Joachim Gauck eingeweiht. Das Denkmal wurde mit Bundesmitteln errichtet, da es als Gedenkstätte von nationaler und internationaler Bedeutung eingestuft ist. Rund 2,8 Millionen Euro hat die Errichtung gekostet.

### 2020: Zeitweise Sperrung des Denkmals droht
Die Deutsche Bahn plant mit dem S21-Projekt eine neue S-Bahn-Strecke, die in einem Tunnel direkt unter dem Denkmal hindurchführen soll. Ursprünglich wollte die Bahn dafür das Denkmal vollständig abbauen lassen. Nach einem Gespräch mit der Stiftung Denkmal für die ermordeten Juden Europas und dem Zentralrat der Deutschen Sinti und Roma soll die Anlage nach den aktuellen Plänen der Deutschen Bahn AG temporär entfernt oder in Teilen gesperrt werden. Beim Zentralrat Deutscher Sinti und Roma stößt auch das auf Empörung und Widerstand.
Ende des Jahres gab es eine Einigung: Die Oberfläche des Denkmalsgeländes werde so vollständig geschützt. Eine offene Baugrube werde es nur vor und hinter dem Denkmalsgelände geben.

## Filme
- Ben Lewis: Das zerrissene Herz. Über den Prozess zur Entwicklung des Denkmals für die im Nationalsozialismus ermordeten Sinti und Roma in Berlin.[26]